# Igor' Paklin
Igor' Vasil'evič Paklin (in russo Игорь Васильевич Паклин?; Biškek, 15 giugno 1963) è un ex altista kirghiso, fino al 1991 sovietico, campione mondiale indoor e campione europeo della specialità.

## Biografia
In aggiunta alle cinque medaglie conquistate in carriera in manifestazioni internazionali, con 2,41 m detiene la 5ª prestazione mondiale di ogni epoca.

## Palmarès
| Anno | Manifestazione             | Sede         | Risultato | Misura |
| ---- | -------------------------- | ------------ | --------- | ------ |
| 1987 | Campionati mondiali        | Roma         | Argento   | 2,38 m |
| 1986 | Campionati europei         | Stoccarda    | Oro       | 2,34 m |
| 1987 | Campionati mondiali indoor | Indianapolis | Oro       | 2,38 m |

## Altre competizioni internazionali
1985
- Coppa Europa di atletica leggera ( Mosca)

1987
- Coppa Europa di atletica leggera ( Praga)

1991
- Coppa Europa di atletica leggera ( Francoforte)